# مايرون هولي
مايرون هولي هو مهندس معماري وسياسي أمريكي، ولد في 29 أبريل 1779، وتوفي في 4 مارس 1841. انتخب عضو جمعية ولاية نيويورك ‏.